# Jean-Claude Arifon
Jean-Claude Arifon (né le 16 novembre 1926 à Marseille - mort le 8 juillet 2005 à Nîmes) était un athlète français.

## Biographie
Spécialiste du 400 mètres haies, il participe aux Jeux olympiques de Londres en 1948. Il porte le 9 septembre 1948 le record d'Europe sur la distance en 51.6s . Avant cette date, il détenait le record du monde universitaire en 52.3 s . Il est champion de France en 1948.
Il était affilié au Stade Marseillais Université Club.